# 亥安盆地
亥安盆地（韓語：해안분지），位於朝鮮半島中部的大韓民國江原道楊口郡亥安面泥岘里，是朝鲜非军事区以南数公里处的一个小型山间盆地，面积约30平方公里。因其形状似盛裝潘趣酒的酒缽，故朝鲜战争期间被联合国军称为潘趣缽（英語：Punch Bowl），交戰雙方並於此處發生潘趣缽戰役。

## 地理
盆地被大岩山所環繞，山顶的地表径流在盆地中部汇聚後通過昭陽江入海。

## 经济
盆地地处DMZ，当地居民主要从事水稻及水果种植。

## 历史
朝鲜战争爆发之初，亥安盆地被朝鲜人民军控制。1950年9月下旬，继仁川登陆和釜山環形防禦圈戰役之后，联合国军转入攻势，重新夺回亥安盆地。 1950年12月中旬，第二次战役后，联合国部队放弃了该地区。
1951年6月4日，美國海軍陸戰隊第1師和韩国第5步兵师向麟蹄郡以北推进至亥安盆地和华川水坝。至6月10日，美海軍陸戰隊与韓國陸軍占领了人工湖破虜湖东北部的堪萨斯线和俯瞰盆地的山丘南线。
1951年8月停战谈判破裂后，联合国军司令部决定在夏末秋初发起攻势，以缩短和拉直防线，并取得更有利于防御的地形条件。1951年8月至9月爆发血染岭战斗，9月至10月又在盆地西北爆发了伤心岭战斗，同時從8月31日至9月20日，美海軍陸戰隊第1師與韩国海军陆战团攻占了盆地以北的山丘线。

## 战争遗迹
- 杨口战争纪念馆[2]（韩语：양구전쟁기념관）位于亥安面。
- 第四条朝韩非军事区入侵隧道和乙支展望台（을지전망대）位于亥安面以北的山丘上。